# Rudolf Lindmayer
Rudolf Lindmayer (* 24. Februar 1882; † 1957) war ein österreichischer Ringer.
1901 wurde er Österreichischer Meister in der Leichtgewichtsklasse. Bei den Olympischen Zwischenspielen 1906 in Athen gewann er im griechisch-römischen Ringen Silber im Mittelgewicht und wurde Vierter im Tauziehen.